# Qadi Othman
Qadi Othman (segle xvii, va florir vers 1640-1665, mort vers 1665) fou el tercer imam amazic a Mauritània i responsable de la victòria de Tirtillas de 1650 sobre els hassànides. Fou designat a la deposició del segon imam al-Faqih Lamin. El seu nom original era Abehom ben Ahmed i era descendent d'Atjfagha Aoubak, fill de Mohand Amghar (o Amrar), l'ancestre dels Oulad Diman.
Sembla que era més enèrgic que el seu predecessor i va fer una política més activa. Amb 800 homes la majoria tolbes, va saquejar ramats dels merafres que van fugir deixant 400 camells que eren de la tribu Oulad Aid (fracció dels Moussat), en el que fou conegut com la ràtzia de Tilmas. Els merafres van voler recuperar els camells perduts i van perseguir als autors del pillatge però quan els van atrapar foren rebutjats i es van haver de retirar sense els seus animals i amb la pèrdua d'uns quants dels guerrers.
Uns anys després el cadi recaptador, Sid Ai Hassan, ancestre dels Oulad Bou El-Hassan, acompanyat dels principals cadis amazics, es van reunir amb els Oulad Rizg, especialment amb la fracció dels Oulad Khalifa, per cobrar l'impost de l'achur. Els hassànides estaven completament sotmesos a l'imam i eren tractats durament pels amazics; els Oulad Rizg van aprofitar per fer pactes amb els pobles sotmesos als marabuts: les restes dels negres bafours, els negres de la Chemana, les viles dependents del Bou Rigrig (sultà tenguella de Denanke), els Bariane de Settara, escala del riu una mica més avall de Dagana (a la riba dreta) i grups hassànides dedicats al saqueig com els Reriouat. Oudeïk ben Boubbouh, cap dels Oulad Khalifa, va agafar el comandament de les forces contra l'expedició que recaptava el impost achur, la qual era dèbil, ja que estava dispersada per tot el pais; els trarza s'hi van unir però no els brakna que van refusar participar en la lluita contra els ziuaïa amazics; també van arribar contingents negres i dels Oulad Khalifa i sota el comandament de Haddi (fill d'Ahmed ben Daman) i de Reïlane (ancestre dels Oulad Reïlane o Oulad Yahia ben Othman), van atacar als Zouaïa, i els van massacrar. La major part dels cadis del consell amazics van morir. El lloc de la massacre fou batejat com « Duna dels Cadis » (Ketheb El-Qoddat) que encara conserva més o menys (Alib Al-Qodia) i està prop de Tin Ieder, no lluny de Khroufa. Un acàcia plantada al lloc que es veu de lluny fa que l'indret també s'anomeni Talhaït al-Àlib (L'acàcia de la duna).
Els Zouaïa havien de prendre una revenja ràpida per mantenir el prestigi i van enviar al seu cap de guerra principal, Al-Fadel ben Al-Kouri i a l'imam Qadi Othman marxant en dues columnes contra els enemics que estaven retornant als seus llocs d'origen. Al-Fadel que estava amb els negres Ida Ou Fal de la Chemama, va sortir immediatament contra els Oulad Khalifa, els Bafours i els Reriouat, i els va derrotar a Sag, prop de Touizikt. Quaranta dels Oulad Khalifa, entre els quals el cap Oudeïk, van morir. En canvi l'imam no va tenir tanta sort i va marxar contra els negres de la Chemana però es va deixar sorprendre i derrotar per aquests. Va morir en la batalla junt amb molts notables de les tribus amazigues. Això fou vers el 1665 en un lloc no determinat de la Chemana. El primer imam ja havia profetitzat a Qadi Othman (que havia nomenat a Anta Sar com a cap dels negres de la Chemana) que aquest nomenament seria causa de la seva mort. El nou imam fou Mbarek Ould Habib Allah.